# Pseudagapostemon pruinosus
Pseudagapostemon pruinosus är en biart som beskrevs av Jesus Santiago Moure och Sakagami 1984. Pseudagapostemon pruinosus ingår i släktet Pseudagapostemon och familjen vägbin. Inga underarter finns listade i Catalogue of Life.